# Robert Rubenson

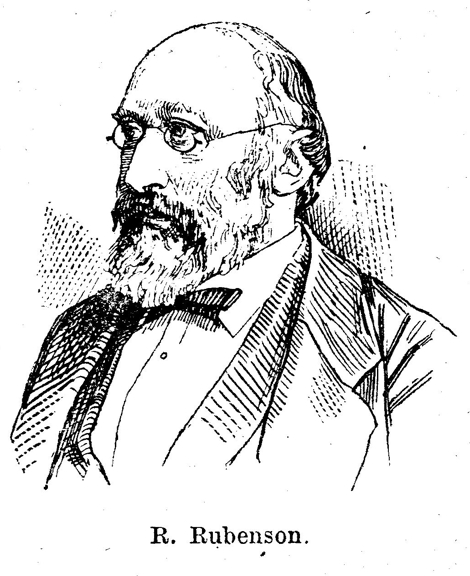

Robert Rubenson, född 10 april 1829 i Stockholm, död på samma ort 14 oktober 1902, var en svensk fysiker och meteorolog. Han var bror till politikern Moritz Rubenson.
Rubenson blev student vid Uppsala universitet 1848 och promoverades där till filosofie magister 1854. Efter att 1857-1859 ha tjänstgjort som lärare i matematik vid Uppsala lyceum utsågs han till bysantinsk stipendiat och företog 1859-1862 en resa genom Tyskland, Frankrike och Italien, under vilken han 1860-1862 i Rom och Segni (Volscerbergen) utförde omfattande undersökningar över det atmosfäriska ljusets polarisation.
Efter sin hemkomst till Sverige ordnade han och ledde de meteorologiska observationer, som 1865-1868 genomfördes vid Uppsala observatorium varje timme på dygnet av en förening av 125 studenter (resultaten därav offentliggjorde han till universitetets jubelfest 1877), samt ledde, efter det dessa tidsobservationer blivit ersatta genom iakttagelser medelst de av Axel Gabriel Theorell konstruerade självregistrerande apparaterna, arbetet med observationernas beräkning och utgivning av trycket till 1872 års slut. År 1870 utnämndes han till e.o. adjunkt i meteorologi vid Uppsala universitet, samt förordnades till föreståndare för den 1873 inrättade Meteorologiska centralanstalten i Stockholm, vilken stod under Vetenskapsakademien och hade till uppgift dels att överta inseendet över de allt ifrån 1859 i olika delar av landet utförda meteorologiska iakttagelserna, dels att upprätthålla daglig vädertelegrafering med in- och utländska meteorologiska stationer. Han blev samtidigt ledamot av Vetenskapsakademien och erhöll 1876 nytt förordnande såsom anstaltens föreståndare med professors titel, från vilken befattning han avgick 1902. 
Rubenson var Sveriges ombud vid de meteorologiska kongresserna i Wien 1873 och i Rom 1879, var han också en av de tre kommissarierna för Sverige vid geografiska utställningen i Paris 1875. Han var lärare i fysik vid Stockholms högskola 1878-1887. Han blev 1875 ledamot av Vetenskapssocieteten i Uppsala och 1878 av Lantbruksakademien. Han redigerade de fyra första årgångarna (1869-1872) av Bulletin météorologique mensuel de l'Observatoire de l'université d'Upsala.